# 都ホテル 四日市
都ホテル 四日市（みやこホテル よっかいち）は、三重県四日市市にある近鉄グループの都ホテルズ&リゾーツに加盟するホテルのひとつ。株式会社近鉄・都ホテルズが運営。

## 概要
近鉄四日市駅前にあるホテルである。
もとは1960年（昭和35年）4月に近鉄四日市ビルに開業した四日市ステーションホテルを前身とする四日市都ホテル（初代）である。1977年5月に四日市ステーションホテルを閉鎖し、新たに建設した建物に移転して「四日市都ホテル」（初代）とした。運営会社は四日市ステーションホテルから改称した四日市都ホテル（法人としての初代）であったが、1984年（昭和59年）に名古屋都ホテル（2000年（平成12年）に廃業）に合併した。
1991年（平成3年）に近鉄四日市駅前に三井不動産が開発した四日市アムスクエア内に再移転することとなり、同社と近畿日本鉄道の共同出資で「株式会社四日市エイエムホテル開発」を設立、同年11月3日に初代ホテルを閉鎖した上で2代目の四日市都ホテルが開業、実際の運営は引き続き名古屋都ホテルが行った。
ホテルの所有は、四日市エイエムホテル開発が2000年（平成12年）に清算されたことにより、代わって株式会社四日市都ホテル（法人としての2代目）が設立されたが、2006年（平成18年）に近鉄ホテルシステムズに統合されている。
2019年4月のブランド再編で、名称を「四日市都ホテル」から「都ホテル 四日市」に変更した。

## 周辺
- 近鉄百貨店四日市店
- ふれあいモール
- トナリエ四日市
- 三交イン四日市

## アクセス
- 近鉄名古屋線近鉄四日市駅西口
- 三重交通・三岐バス近鉄四日市下車